# Achelia orpax
Achelia orpax is een zeespin uit de familie Ammotheidae. De soort behoort tot het geslacht Achelia. Achelia orpax werd in 1983 voor het eerst wetenschappelijk beschreven door Nakamura & Child. 